# VEEX TOKYO Ladies
VEEX TOKYO Ladies（ビークストウキョウレディース）は、東京都で活動する女子フットサルチームである。

## 概要

### 前史
前身は2000年に創設された「FUNフットサルクラブLadies com VEEX」。
獲得タイトルは、計11回（全日本女子フットサル選手権大会6回、全国施設選抜レディースフットサル大会5回）の強豪チームであった。

### 2013年-2022年
東京都フットサル連盟に所属する女子フットサルチーム。
ビークスキムラフットサルクラブ(2013年にビークス白山に、2016年にヴィンセドール白山に改称)の新たなセクション(東京)として【VEEX TOKYO Ladies】を発足し、2013年5月より活動を開始
。
監督に眞境名オスカー、メンバーは第9回(2012年度)全日本女子フットサル選手権大会優勝のFUNフットサルクラブLadies com VEEXの全ての選手に新たなメンバーを加えてスタート。
2013年度東京都フットサル連盟の女子エントランスリーグからスタートをきる。
2013年度エントランスリーグ優勝、2014年度東京都２部優勝、2015年度東京都１部２位で、関東女子フットサルリーグ参入戦へと駒を進め、
2016年2月21日に行わえた関東女子フットサルリーグ参入戦の決勝で見事勝利し、昇格最短３年での関東女子フットサルリーグへの参入を決めた。
復帰同年は関東女子フットサルリーグは３位で終え、地域チャンピオンズリーグ３位という結果で終えた。
2018年11月に行われた第15回全日本女子フットサル選手権大会では予選無敗無失点ではあったが、同組で同大会優勝したアルコイリス神戸に得失点差で上回られ予選敗退（ベスト16）で大会を終えた。
なお同大会には本店チーム「ビークス石川レディース（石川県代表）」も初出場し、本店・姉妹店で同時出場を果たした。
同年の関東女子フットサルリーグを２位で終え、2019年3月1日～3日に行わえた地域チャンピオンズリーグでVEEX TOKYO Ladiesでは初の決勝進出を果たし、準優勝という結果を残した。
2019年は創設時からチームを支えた眞境名オスカー、メンバー7名が多く退団し、新しくバンフ東北などで活躍した前田大輔を監督に迎え、新メンバーを加えた13名でスタートし、６位で終了。シーズン終了後、FUN時代から長年チームを支えた森知美が現役引退を発表した。
2020,2021年は新型コロナウィルスの影響から開幕が遅れるシーズンに。Fリームのデウソン神戸などで活躍し、関東リーグ１部の古豪FIREFOXでプレーをする森脩新監督と新たなメンバーも加えシーズンを下位で終了。2022年は眞境名オスカーが監督に就任。新たなメンバーを加えて、新たなシーズンに挑む。
フットサル特有の試合前の掛け声は「元気があれば、なんでもできる」。
フレーズどおり明るく元気なフットサルを通じて、スポーツ界に元気を与える試合を期待する！
獲得タイトルは、国際タイトル1回（Futsal Woman Aveiro Cup 2015）と国内全国タイトル7回（全国施設選抜レディースフットサル大会2回・ホンダカップ フットサルフェスタ1回・LIGUE AZUR 2回・FS LADIES SUPER LEAGUE 1回・スルガなでしこフットサルカップ1回）の計8回である。
よって、前身チームから数えて獲得タイトルは、全国最多の計19回を誇る。

## 代表選出
- 2013年アジアインドア・マーシャルアーツゲームズのフットサル日本女子代表に最多となる4名が選出[6]。
- 第4回世界女子フットサルトーナメント2013の日本代表スペイン遠征に最多となる4名が選出[7]。
- 第5回世界女子フットサルトーナメント2014のフットサル日本女子代表に2名が選出[8]。
- 国際親善試合2014（vs チャイニーズ・タイペイ女子代表）のフットサル日本女子代表に2名が選出[9]。
- 第6回世界女子フットサルトーナメント2015のフットサル日本女子代表に1名が選出[10]。

## 現役選手・スタッフ
VEEX TOKYO Ladies(ビークストウキョウレディース)に所属している選手・監督・コーチの一覧。
（2022.06.18 現在）

### スタッフ
| Post         | 名前 (漢字)    |
| 監督         | 眞境名オスカー |
| コーチ       | 田崎 裕二      |
| マネージャー | 辻川 陽子      |
| トレーナー   | 曽根 かおり    |

### 現役選手
| 番号 | Position | 名前(漢字)    | 名前(Roma)         | 前所属                                     | 在籍年  | 代表/ 選抜歴 |
| 1    | GK       | 村越 可奈     | Kana Murakoshi     | FOREST ANNEX(東京都)                       | 2022年- | -            |
| 2    | GK       | 仁平 江津子   | Etsuko Nidaira     | 無所属                                     | 2019年- |              |
| 5    | FP       | NEW（確認中） | TBD                | NEW（確認中）                              | 2022年- | -            |
| 7    | FP       | 木村 優寿     | Yuzu Kimura        | 国士館大学(東京都：サッカー)               | 2020年- |              |
| 8    | FP       | 須佐美 薫     | Kaoru Susami       | FUNフットサルクラブLadies com VEEX(東京都) | 2013年- |              |
| 9    | FP       | 杉山 華乃     | Hanano Sugiyama    | 星槎国際高等学校（東京都：サッカー）       | 2018年- |              |
| 10   | FP       | 中務 寛花理   | Hikari Nakatsukasa | early.f.t(東京都)                          | 2021年- |              |
| 11   | FP       | 多々良 真希   | Maki Tatara        | FUNフットサルクラブLadies com VEEX(東京都) | 2013年- | ◎東京都選抜  |
| 12   | FP       | NEW（確認中） | TBD                | NEW（確認中）                              | 2022年- | -            |
| 14   | FP       | 坂井 美穂     | Miho Sakai         | VESPA FUTSAL HACHIOJI(東京都)              | 2021年- | -            |
| 16   | FP       | 宮坂 なごみ   | Nagomi Miyasaka    | FOREST ANNEX(東京都)                       | 2016年- | ◎東京都選抜  |
| 18   | FP       | 佐藤 凛       | Rin Satou          | 無所属                                     | 2016年- |              |
| 19   | FP       | 角田 瑞紀     | Mizuki Tsunoda     | 府中アスレチックFCアスピランチ(東京都)     | 2019年- |              |
| 20   | FP       | 藤田 知子     | Tomoko Fujita      | Festilo(東京都)                            | 2020年- |              |
| 21   | GK       | NEW（確認中） | TBD                | NEW（確認中）                              | 2022年- | -            |

## 歴代所属
VEEX TOKYO Ladies(ビークストウキョウレディース)に所属していた選手・監督・コーチの一覧。
（2021.12.06 更新）

### スタッフ
| Post         | 名前 (漢字)    | 在籍年        |
| 監督         | 眞境名オスカー | 2013年-2018年 |
| 監督・コーチ | 前田 大輔      | 2018年-2019年 |
| 監督         | 森 脩          | 2020年-2021年 |
| トレーナー   | 永田 純恵      | 2013年-2015年 |
| トレーナー   | 谷口 司        | 2013年-2016年 |

### 選手
| 番号 | Position | 名前(漢字)               | 名前(Roma)                                      | 退団理由（移籍/引退等）              | 前々所属                                              | 在籍年                   | 代表/ 選抜歴                                                  |
| 1    | GK       | 森 知美                  | Tomomi Mori                                     | 引退                                 | FUNフットサルクラブLadies com VEEX(東京都)            | 2013年-2019年            | ◎フットサル女子日本代表（2007,2010,2011） ◎東京都選抜         |
| 1    | GK       | 愛沢 南                  | Minami Aizawa                                   | 移籍（Tapazida）                     | 聖泉大学(滋賀県：サッカー)                            | 2019年-2021年期中        | -                                                             |
| 2    | GK       | 藤田 花                  | Hana Fujita                                     | 退団                                 | FCみなとGRAW(東京都)                                  | 2018年-2019年            | -                                                             |
| 2    | GK       | 新海 萌葉                | Moeha Shinkai                                   | 移籍（VESPA FUTSAL HACHIOJI）        | FUNフットサルクラブLadies com VEEX(東京都)            | 2013年-2014年            | -                                                             |
| 2    | GK       | 古地 久美子              | Kumiko Kochi                                    | 引退                                 | 東京女子体育大学サッカー部(東京都)                    | 2015年                   | -                                                             |
| 2    | GK       | 中川 望                  | Nozomi Nakagawa                                 | 移籍(府中アスレティックFCプリメイラ) | BAMB LADIES(大阪府)                                   | 2016年-2017年            | -                                                             |
| 3    | FP       | 村上 裕子                | Yuuko Murakami                                  | 引退                                 | FUNフットサルクラブLadies com VEEX(東京都)            | 2013年-2014年            | ◎東京都選抜                                                   |
| 4    | FP       | 高安 楓花                | Fuka Takayasu                                   | 引退                                 | FUNフットサルクラブLadies com VEEX(東京都)            | 2013年-2014年            | -                                                             |
| 4    | FP       | ハシモト ジェシカ        | Jessica Hashimoto                               | 退団                                 | compinche toyohashi futsal club (愛知県)              | 2015年                   | -                                                             |
| 5    | FP       | 伊藤 華恵                | Hanae Itou                                      | 引退                                 | エストリオフットサルクラブ(神奈川県)                  | 2013年-2018年            | ◎フットサル女子日本代表（2013） ◎神奈川県選抜 ◎東京都選抜     |
| 5    | FP       | 山口 涼風                | Suzuka Yamaguchi                                | 退団                                 | MESSE SENDAI LADIES(東北)                             | 2020年-2021年期中        | -                                                             |
| 6    | FP       | 小村 紗貴子              | Sakiko Komura                                   | 引退                                 | FUNフットサルクラブLadies com VEEX(東京都)            | 2013年-2017年            | -                                                             |
| 6    | FP       | 宮浦 沙帆里              | Saori Miyaura                                   | 移籍（シュートアニージャ）           | FUNフットサルクラブLadies com VEEX(東京都)            | 2019年-2021年期中        | -                                                             |
| 7    | FP       | 服部 眞彌                | Maya Hattori                                    | 移籍(フウガドールすみだレディース)   | FUNフットサルクラブLadies com VEEX(東京都)            | 2013年-2018年            | ◎東京都選抜                                                   |
| 7    | FP       | 三枝 優                  | Yuu Saegusa                                     | 引退                                 | FUNフットサルクラブLadies com VEEX(東京都)            | 2013年                   | -                                                             |
| 9    | FP       | 高木 由美子（旧姓 四宮） | Yumiko Takagi（maiden name ：Yumiko Shinomiya） | 引退                                 | FUNフットサルクラブLadies com VEEX(東京都)            | 2013年-2016年            | ◎フットサル女子日本代表（2013） ◎東京都選抜                   |
| 10   | FP       | 吉林 千景                | Chikage Kichibayashi                            | 移籍（スペイン１部リーグ）           | Universidad de Alicante Fútbol Sala Femenino（Spain） | 2013年、2015年6月-2016年 | ◎フットサル女子日本代表（2012-2016） ◎東京都選抜              |
| 12   | FP       | 岡林 直子                | Naoko Okabayashi                                | 引退                                 | バルドラール浦安 ラス・ボニータス(千葉県)             | 2014年-2016年            | ◎フットサル女子日本代表（2010） ◎千葉県選抜◎千葉県選抜        |
| 13   | FP       | 宮崎 華奈                | Kana Miyazaki                                   | 引退                                 | エストリオフットサルクラブ(神奈川県)                  | 2013年-2018年            | ◎フットサル女子日本代表候補（2014） ◎神奈川県選抜 ◎東京都選抜 |
| 13   | FP       | 川島 梓                  | Azusa Kawashima                                 | 引退                                 | Tapazida(東京都)                                      | 2020年                   | ◎東京都選抜                                                   |
| 14   | FP       | 青山 実苗                | Minae Aoyama                                    | 移籍（FUSION）                       | golrira shizuoka(静岡県)                              | 2013年-2020年            | ◎フットサル女子日本代表（2011-2013） ◎静岡県選抜 ◎東京都選抜  |
| 15   | FP       | 小出 夏美                | Natsumi Koide                                   | 引退                                 | SWH LadIes Futsal Club(兵庫県)                        | 2013年-2018年            | ◎フットサル女子日本代表（2010-2014） ◎東京都選抜              |
| 16   | FP       | 篠崎 圭子                | Keiko Shinozaki                                 | 引退                                 | FBCピューディー(千葉県)                               | 2013年-2015年            | ◎千葉県選抜                                                   |
| 17   | FP       | 渡部 真紀                | Maki Watabe                                     | 引退                                 | FUNフットサルクラブLadies com VEEX(東京都)            | 2013年-2016年            | -                                                             |
| 17   | FP       | 橋本 真奈美              | Manami Hashimoto                                | 退団                                 | 無所属                                                | 2017年-2018年            | -                                                             |
| 18   | FP       | 植松 千尋                | Chihiro Uematsu                                 | 移籍（TapaZida）                     | LEOPARDO EHIME FUTSAL CLUB(愛媛県)                    | 2014年                   | ◎愛媛県選抜                                                   |
| 19   | FP       | 中山 由衣加              | Yuika Nakayama                                  | 引退                                 | VEEX HAKUSAN LADIES(石川県)                           | 2014年-2018年            | ◎石川県選抜                                                   |
| 20   | FP       | 高畑 愛梨                | Airi Takahata                                   | 引退                                 | Shoot anilla(神奈川県)                                | 2018年-2019年            | ◎神奈川県選抜                                                 |
| 21   | GK       | 宮野 桃佳                | Momoka Miyano                                   | 退団                                 | 十文字中学サッカー部(東京都)                          | 2015年-2017年            | -                                                             |
| 21   | GK       | 村越 可奈                | Kana Murakoshi                                  | 移籍(FUSION)                         | 無所属                                                | 2018年                   | -                                                             |
| 23   | FP       | 三好 舞                  | Mai Miyoshi                                     | 退団                                 | the sunkisst(東京都)                                  | 2021年                   | -                                                             |
| XX   | FP       | 福田 菜々花              | Nanaka Fukuda                                   | 退団                                 | 無所属                                                | 2020年                   | -                                                             |

## 成績
所属リーグ及び参加大会の成績（2021.07.05 更新）

<<関東フットサル連盟主催の所属リーグ戦>>
東京都フットサル連盟（2016.02.13 時点）　
関東フットサルリーグ（2021.12.06 時点）　

| 年度 | 開催回 | 所属リーグ                                                | 順位            | 勝点 | 試合 | 勝ち | 分け | 敗け | 得点 | 失点 | 得失 |
| 2013 | 第5回  | 東京都女子フットサル エントランスリーグB(国分寺)          | 優勝            | 19   | 7    | 6    | 1    | 0    | 45   | 1    | 44   |
| 2013 | 第5回  | 東京都女子フットサル エントランスリーグ(プレーオフ)       | 優勝            | -    | 1    | 1    | -    | -    | -    | -    | -    |
| 2014 | 第9回  | 東京都女子フットサル 2部リーグ(都内体育館)                | 優勝            | 16   | 7    | 5    | 1    | 1    | 28   | 2    | 26   |
| 2015 | 第12回 | 東京都女子フットサル 1部リーグ(都内体育館)                | 準優勝          | 22   | 10   | 7    | 2    | 1    | 17   | 8    | 9    |
| 2015 | -      | Super Sports XEBIO 関東女子フットサルリーグ参入戦・入替戦 | 1位（参入決定） | -    | 1    | 1    | -    | -    | 5    | 1    | 4    |
| 2016 | 第7回  | Super Sports XEBIO 関東女子フットサルリーグ               | 3位             | 23   | 12   | 7    | 2    | 3    | 36   | 17   | 19   |
| 2017 | 第8回  | Super Sports XEBIO 関東女子フットサルリーグ               | 3位             | 24   | 12   | 7    | 3    | 2    | 35   | 13   | 22   |
| 2018 | 第9回  | Super Sports XEBIO 関東女子フットサルリーグ               | 準優勝          | 24   | 10   | 8    | 0    | 2    | 27   | 12   | 15   |
| 2019 | 第10回 | Super Sports XEBIO 関東女子フットサルリーグ               | 6位             | 13   | 11   | 3    | 4    | 4    | 19   | 21   | -2   |
| 2020 | 第11回 | Super Sports XEBIO 関東女子フットサルリーグ               | 8位             | 6    | 8    | 2    | 0    | 6    | 13   | 19   | -6   |
| 2021 | 第12回 | Super Sports XEBIO 関東女子フットサルリーグ               | 8位             | 10   | 9    | 3    | 1    | 5    | 18   | 24   | -6   |
| 2022 | 第13回 | Super Sports XEBIO 関東女子フットサルリーグ               | 暫定6位         | 3    | 3    | 1    | 0    | 2    | 9    | 14   | -5   |

<<東京都フットサル連盟所属リーグ主催のカップ戦>>
（2016.03.31 更新）
| 年度 | 開催回 | 大会名(カテゴリ含)       | 結果(順位)                                         |
| 2013 | 第14回 | 東京都女子フットサル大会 | 優勝                                               |
| 2014 | 第15回 | 東京都女子フットサル大会 | 準優勝                                             |
| 2015 | 第16回 | 東京都女子フットサル大会 | 優勝                                               |
| 2016 | 第17回 | 東京都女子フットサル大会 | 優勝（兼全日本女子フットサル選手権大会東京都大会） |

<<日本フットサル連盟主催の大会>>
（2019.02.02 更新）

| 年度 | 開催回 | 大会名(カテゴリ含)                                | 結果(順位) |
| 2016 | 第4回  | FUTSAL地域女子チャンピオンズリーグ(2017/02/02-04) | 3位        |
| 2017 | 第5回  | FUTSAL地域女子チャンピオンズリーグ(2018/02/23-25) | 3位        |
| 2018 | 第6回  | FUTSAL地域女子チャンピオンズリーグ(2019/03/01-03) | 準優勝     |

<<公益財団法人 日本サッカー協会主催大会>>
（2020.10.31 更新）
| 年度 | 開催回 | 大会名(カテゴリ含)                        | 結果(順位) |
| 2013 | 第10回 | 全日本女子フットサル選手権大会 関東大会   | 4位        |
| 2013 | 第10回 | 全日本女子フットサル選手権大会 東京都大会 | 優勝       |
| 2014 | 第11回 | 全日本女子フットサル選手権大会 全国大会   | ベスト16   |
| 2014 | 第11回 | 全日本女子フットサル選手権大会 関東大会   | 3位        |
| 2014 | 第11回 | 全日本女子フットサル選手権大会 東京都大会 | 優勝       |
| 2015 | 第12回 | 全日本女子フットサル選手権大会 全国大会   | 3位        |
| 2015 | 第12回 | 全日本女子フットサル選手権大会 関東大会   | 3位        |
| 2015 | 第12回 | 全日本女子フットサル選手権大会 東京都大会 | 優勝       |
| 2016 | 第13回 | 全日本女子フットサル選手権大会 全国大会   | ベスト16   |
| 2016 | 第13回 | 全日本女子フットサル選手権大会 関東大会   | 優勝       |
| 2016 | 第13回 | 全日本女子フットサル選手権大会 東京都大会 | 優勝       |
| 2017 | 第14回 | 全日本女子フットサル選手権大会 関東大会   | 3位        |
| 2017 | 第14回 | 全日本女子フットサル選手権大会 東京都大会 | 優勝       |
| 2018 | 第15回 | 全日本女子フットサル選手権大会 全国大会   | ベスト16   |
| 2018 | 第15回 | 全日本女子フットサル選手権大会 関東大会   | 優勝       |
| 2018 | 第15回 | 全日本女子フットサル選手権大会 東京都大会 | 優勝       |
| 2019 | 第16回 | 全日本女子フットサル選手権大会 関東大会   | 4位        |
| 2020 | 第17回 | 全日本女子フットサル選手権大会 東京都大会 | 4位        |
| 2021 | 第18回 | 全日本女子フットサル選手権大会 東京都大会 | ベスト8    |

<<日本フットサル施設連盟主催大会>>
（2015.11.03 更新）

| 年度 | 開催回 | 大会名(カテゴリ含)                            | 結果(順位) |
| 2013 | 第9回  | 全国施設選抜レディースフットサル大会 決勝大会 | 優勝       |
| 2014 | 第10回 | 全国施設選抜レディースフットサル大会 決勝大会 | 優勝       |
| 2015 | 第11回 | 全国施設選抜レディースフットサル大会 関東大会 | 3位        |

<<海外招待大会>>
（2015.07.12 更新）
　
| 年度 | 回数  | 大会名(カテゴリ含)           | 結果                 |
| 2015 | 第5回 | Futsal Woman Aveiro Cup 2015 | 総合優勝（勝ち点14） |

<<民間主催大会(ワンデー大会除く)>>
① ホンダカップ フットサルフェスタ
（2014.07.14 更新）

| 年度 | 開催回   | 大会名(カテゴリ含)                             | 結果(順位)                             |
| 2013 | 2013大会 | ホンダカップ フットサルフェスタ レディース部門 | 優勝                                   |
| 2014 | 2014大会 | ホンダカップ フットサルフェスタ レディース部門 | 関東大会優勝(チーム事情により本戦辞退) |

② LIGUE AZUR(リーグアズール)
（2015.06.30 更新）

| 開催回 | 大会名(カテゴリ含)         | 順位 | 勝点 | 試合 | 勝ち | 分け | 敗け | 得点 | 失点 | 得失 |
| 第2回  | LIGUE AZUR(リーグアズール) | 優勝 | 12   | 4    | 4    | 0    | 0    | 21   | 0    | 21   |
| 第1回  | LIGUE AZUR(リーグアズール) | 優勝 | 19   | 7    | 6    | 1    | 0    | 40   | 1    | 39   |

③ FS LADIES SUPER LEAGUE(フットサルステージ女子スーパーリーグ)
（2016.12.10 更新）

| 開催回 | 大会名(カテゴリ含)                                                 | 順位 | 勝点 | 試合 | 勝ち | 分け | 敗け | 得点 | 失点 | 得失 |
| 第1回  | FS LADIES SUPER LEAGUE(フットサルステージ女子スーパーリーグ)[2016] | 優勝 | 18   | 6    | 6    | 0    | 0    | 27   | 4    | 23   |

④ スルガなでしこフットサルカップ
（2016.12.04 更新）

| 開催回 | 大会名(カテゴリ含)                   | 順位 | 勝点 | 試合 | 勝ち | 分け | 敗け | 得点 | 失点 | 得失 |
| 第1回  | スルガなでしこフットサルカップ[2016] | 優勝 | 5    | 3    | 1    | 2    | 0    | 3    | 1    | 2    |

## 2021シーズンスポンサー
- 2020年－2021年 ： アスレタ（ユニフォーム）[21]
- 2016年－2021年 ： セイリン（ユニフォーム）[22]
- 2013年－2021年 ： すさみ歯科（ユニフォーム）[23]
- 2017年－2021年 ： エベスポーツ柏店・プロショップカズ（ユニフォーム）[24]
- 2020年－2021年 ： テンズプランニング・Jair（ユニフォーム）[25]
- 2019年－2021年 ： 株式会社オフィスウィンズ（サプライヤー）[26]
- 2016年－2021年 ： くにたち富士見台接骨院（治療やトレーニング、プラシャツ広告）[27]
- 2020年－2021年 ： 一般社団法人SUMICA（ウェアサポート及び協賛）[28]
- 2020年－2021年 ： MITSUI SPORTS PERSONAL GYM（ウェアサポート及び協賛）[29]
- 2020年－2021年 ： 串焼き いたんとこ（ウェアサポート及び協賛）[30]
- 2021年－2021年 ： 恋し浜・権現丸（ウェアサポート及び協賛）[31]

## 過去スポンサー
- 2017年－2019年 ： GAViC/ロイヤル（ユニフォーム）[32]
- 2013年－2019年 ： オリエンタルウィッチーズ（ウェアサポート）[33]
- 2013年－2018年 ： クリエイティブヘッズ（ウェアサポート及び協賛）
- 2015年－2018年 ： ボンペックスジャパン（ウェアサポート及び協賛）[34]
- 2016年－2018年 ： 栄光治療院（ウェアサポート）

## ユニフォーム
ユニフォームは本家VEEXのグリーン、イエローを引き継いでいる。
- 2013年：VEXX本家と同じユニフォームを使用。
- 2017年：サプライヤーがGAViCに変わり、本家のカラーを基調にデザインを一新。
- 2020年：サプライヤーをアスレタに変更し、本家のカラーを残しつつ、シンプルなデザインに変更。

### クラブカラー
ビークスグリーン   ビークスイエロー

### ユニフォームサプライ
- 2013年-2016年 : asics
- 2017年-2019年 : GAViC
- 2020年-2021年 : アスレタ

### 歴代ユニフォームスポンサー年表
| 年度 | 前面             | 背面       | 肩面                     | 腰部                               | サプライヤー |
| 2013 | ビークス白山     | すさみ歯科 | すさみ歯科               | -                                  | asics        |
| 2014 | ビークス白山     | すさみ歯科 | すさみ歯科               | -                                  | asics        |
| 2015 | ビークス白山     | すさみ歯科 | すさみ歯科               | -                                  | asics        |
| 2016 | セイリン株式会社 | すさみ歯科 | すさみ歯科               | -                                  | asics        |
| 2017 | セイリン株式会社 | すさみ歯科 | すさみ歯科               | エベスポーツ柏店・プロショップカズ | GAViC        |
| 2018 | セイリン株式会社 | すさみ歯科 | すさみ歯科               | エベスポーツ柏店・プロショップカズ | GAViC        |
| 2019 | セイリン株式会社 | すさみ歯科 | すさみ歯科               | エベスポーツ柏店・プロショップカズ | GAViC        |
| 2020 | セイリン株式会社 | すさみ歯科 | テンズプランニング・Jair | エベスポーツ柏店・プロショップカズ | アスレタ     |
| 2021 | セイリン株式会社 | すさみ歯科 | テンズプランニング・Jair | エベスポーツ柏店・プロショップカズ | アスレタ     |

### 練習着サプライヤ
- 2014年－2019年 : オリエンタルウィッチーズ
- 2016年－2021年 : くにたち富士見台接骨院
- 2019年－2021年 : 株式会社オフィスウィンズ
- 2020年－2021年 : MITSUI SPORTS PERSONAL GYM
- 2020年－2021年 : 一般社団法人SUMICA
- 2020年－2021年 : 串焼き いたんとこ
- 2021年－2021年 : 恋し浜・権現丸（ウェアサポート及び協賛）

## 背番号の変遷
所属選手の背番号変遷を示す。(2021.04.08更新)

### 01-11
|      | 1       | 2           | 3           | 4                 | 5         | 6           | 7         | 8         | 9                      | 10          | 11          |
| ---- | ------- | ----------- | ----------- | ----------------- | --------- | ----------- | --------- | --------- | ---------------------- | ----------- | ----------- |
| 2021 | 愛沢 南 | -           | 仁平 江津子 | -                 | 山口 涼風 | 宮浦 沙帆里 | 木村 優寿 | 須佐美 薫 | 杉山 華乃              | 中務 寛花理 | 多々良 真希 |
| 2020 | 愛沢 南 | -           | 仁平 江津子 | -                 | 山口 涼風 | 宮浦 沙帆里 | 木村 優寿 | 須佐美 薫 | 杉山 華乃              | -           | 多々良 真希 |
| 2019 | 森 知美 | 藤田 花     | 仁平 江津子 | -                 | -         | 宮浦 沙帆里 | -         | 須佐美 薫 | 杉山 華乃              | -           | 多々良 真希 |
| 2018 | 森 知美 | 藤田 花     | -           | -                 | 伊藤 華恵 | -           | 服部 眞彌 | 須佐美 薫 | 杉山 華乃              | -           | 多々良 真希 |
| 2017 | 森 知美 | 中川 望     | -           | -                 | 伊藤 華恵 | 小村 紗貴子 | 服部 眞彌 | 須佐美 薫 | -                      | -           | 多々良 真希 |
| 2016 | 森 知美 | 中川 望     | -           | -                 | 伊藤 華恵 | 小村 紗貴子 | 服部 眞彌 | 須佐美 薫 | 高木 由美子(旧姓 四宮) | 吉林 千景   | 多々良 真希 |
| 2015 | 森 知美 | 古地 久美子 | -           | ハシモト ジェシカ | 伊藤 華恵 | 小村 紗貴子 | 服部 眞彌 | 須佐美 薫 | 高木 由美子(旧姓 四宮) | 吉林 千景   | 多々良 真希 |
| 2014 | 森 知美 | 新海 萌葉   | 村上 裕子   | 高安 楓花         | 伊藤 華恵 | 小村 紗貴子 | 服部 眞彌 | 須佐美 薫 | 高木 由美子(旧姓 四宮) | -           | 多々良 真希 |
| 2013 | 森 知美 | 新海 萌葉   | 村上 裕子   | 高安 楓花         | 伊藤 華恵 | 小村 紗貴子 | 三枝 優   | 須佐美 薫 | 高木 由美子(旧姓 四宮) | 吉林 千景   | 多々良 真希 |

### 12-23
|      | 12        | 13        | 14        | 15        | 16          | 17          | 18        | 19          | 20        | 21        | 22 | 23      |
| ---- | --------- | --------- | --------- | --------- | ----------- | ----------- | --------- | ----------- | --------- | --------- | -- | ------- |
| 2021 | -         | -         | 坂井 美穂 | -         | 宮坂 なごみ | -           | 佐藤 凛   | -           | 藤田 知子 | -         | -  | 三好 舞 |
| 2020 | -         | 川島 梓   | 青山 実苗 | -         | 宮坂 なごみ | -           | 佐藤 凛   | -           | 藤田 知子 | -         | -  | -       |
| 2019 | -         | -         | 青山 実苗 | -         | 宮坂 なごみ | -           | 佐藤 凛   | -           | 高畑 愛梨 | 愛沢 南   | -  | -       |
| 2018 | -         | 宮崎 華奈 | 青山 実苗 | 小出 夏美 | 宮坂 なごみ | 橋本 真奈美 | 佐藤 凛   | 中山 由衣加 | 高畑 愛梨 | 村越 可奈 | -  | -       |
| 2017 | -         | 宮崎 華奈 | 青山 実苗 | 小出 夏美 | 宮坂 なごみ | 橋本 真奈美 | 佐藤 凛   | 中山 由衣加 | -         | 宮野 桃佳 | -  | -       |
| 2016 | 岡林 直子 | 宮崎 華奈 | 青山 実苗 | 小出 夏美 | 宮坂 なごみ | 渡部 真紀   | 佐藤 凛   | 中山 由衣加 | -         | 宮野 桃佳 | -  | -       |
| 2015 | 岡林 直子 | 宮崎 華奈 | 青山 実苗 | 小出 夏美 | 篠崎 圭子   | 渡部 真紀   | -         | 中山 由衣加 | -         | 宮野 桃佳 | -  | -       |
| 2014 | 岡林 直子 | 宮崎 華奈 | 青山 実苗 | 小出 夏美 | 篠崎 圭子   | 渡部 真紀   | 植松 千尋 | 中山 由衣加 | -         | -         | -  | -       |
| 2013 | 宮崎 華奈 | 服部 眞彌 | 青山 実苗 | 小出 夏美 | 篠崎 圭子   | -           | 植松 千尋 | -           | -         | -         | -  | -       |

## 公式サイト
公式HP
- ビークス白山HP

チームブログ
- VEEX TOKYO Ladiesのブログ